# Мвила (департамент)
Мвила (фр. Mvila) — один из 4 департаментов Южного региона Камеруна. Находится в центральной части региона, занимая площадь в 8 697 км².
Административным центром департамента является город Эболова (фр. Ebolowa). Граничит с Габоном на юге, а также департаментами: Джа и Лобо (на востоке), Ньонг и Соо (на севере), Океан (на севере и западе) и Валле-дю-Нтем (на юго-западе).

Департамент Мвила на карте Южного региона

## Административное деление
Департамент Мвила подразделяется на 9 коммун:
1. Бивон-Бане (фр. Biwong-Bane)
2. Бивон-Булу (фр. Biwong-Bulu)
3. Менгон (фр. Mengong)
4. Мванган (фр. Mvangane)
5. Нгулемакон (фр. Ngoulemakong)
6. Эболова (фр. Ebolowa) (городская коммуна со специальным статусом)
7. Эболова (фр. Ebolowa) (сельская коммуна)
8. Эфулан (фр. Efoulan)